# ديليا غالاغير
ديليا غالاغير (بالإنجليزية: Delia Gallagher)‏ هي صحفية أمريكية، ولدت في 11 مارس 1970.

## وصلات خارجية
- ديليا غالاغير على موقع إن إن دي بي (الإنجليزية)